# اس‌اس درسدن (۱۸۹۷)

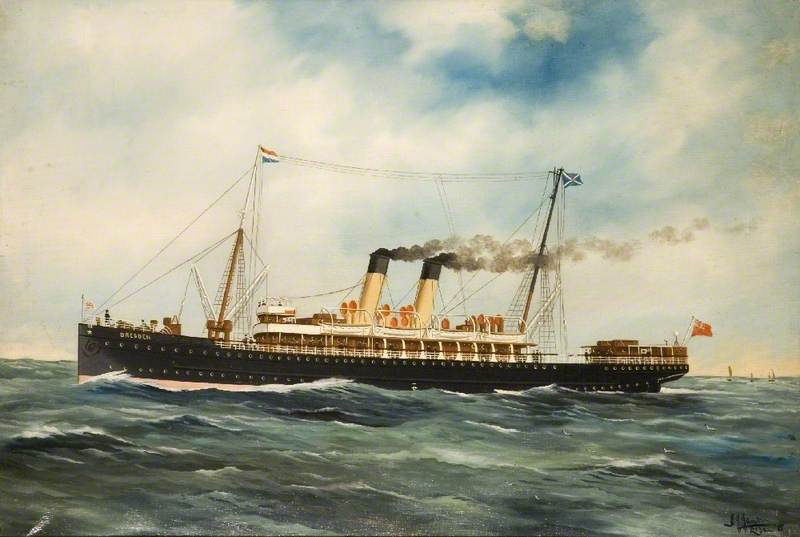
اس‌اس درسدن (۱۸۹۷)

اس‌اس درسدن (۱۸۹۷) (به انگلیسی: SS Dresden (1897)) یک زیردریایی است. این زیردریایی در سال ۱۸۹۷ ساخته شد.